# São João do Araguaia
São João do Araguaia là một đô thị thuộc bang Pará, Brasil. Đô thị này có diện tích 1280,01 km², dân số năm 2007 là 11716 người, mật độ 9,15 người/km².